# Kim Quy

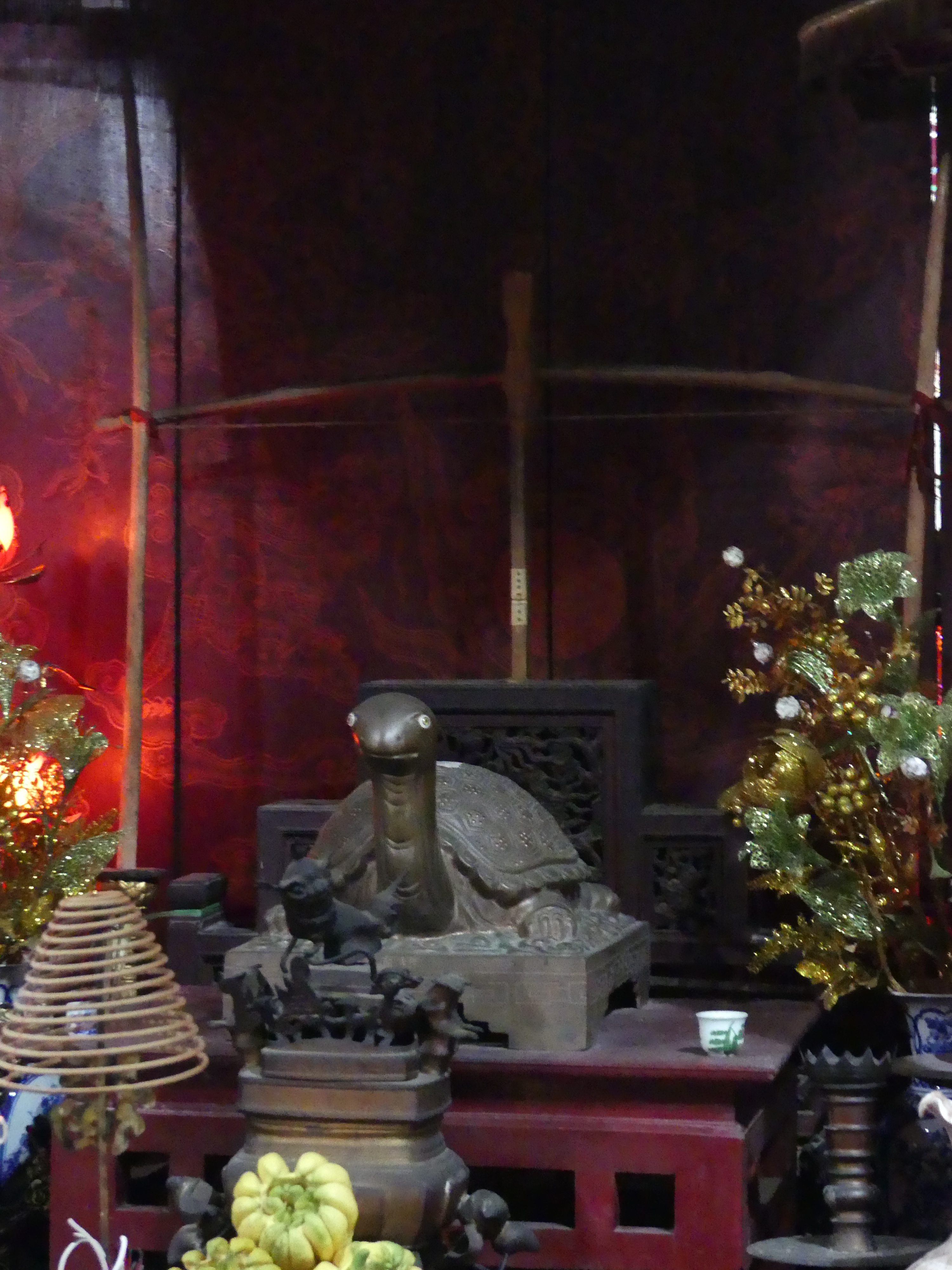
Die Goldene Schildkröte und die magische Armbrust
(An-Dương-Vương-Tempel in Cổ Loa)

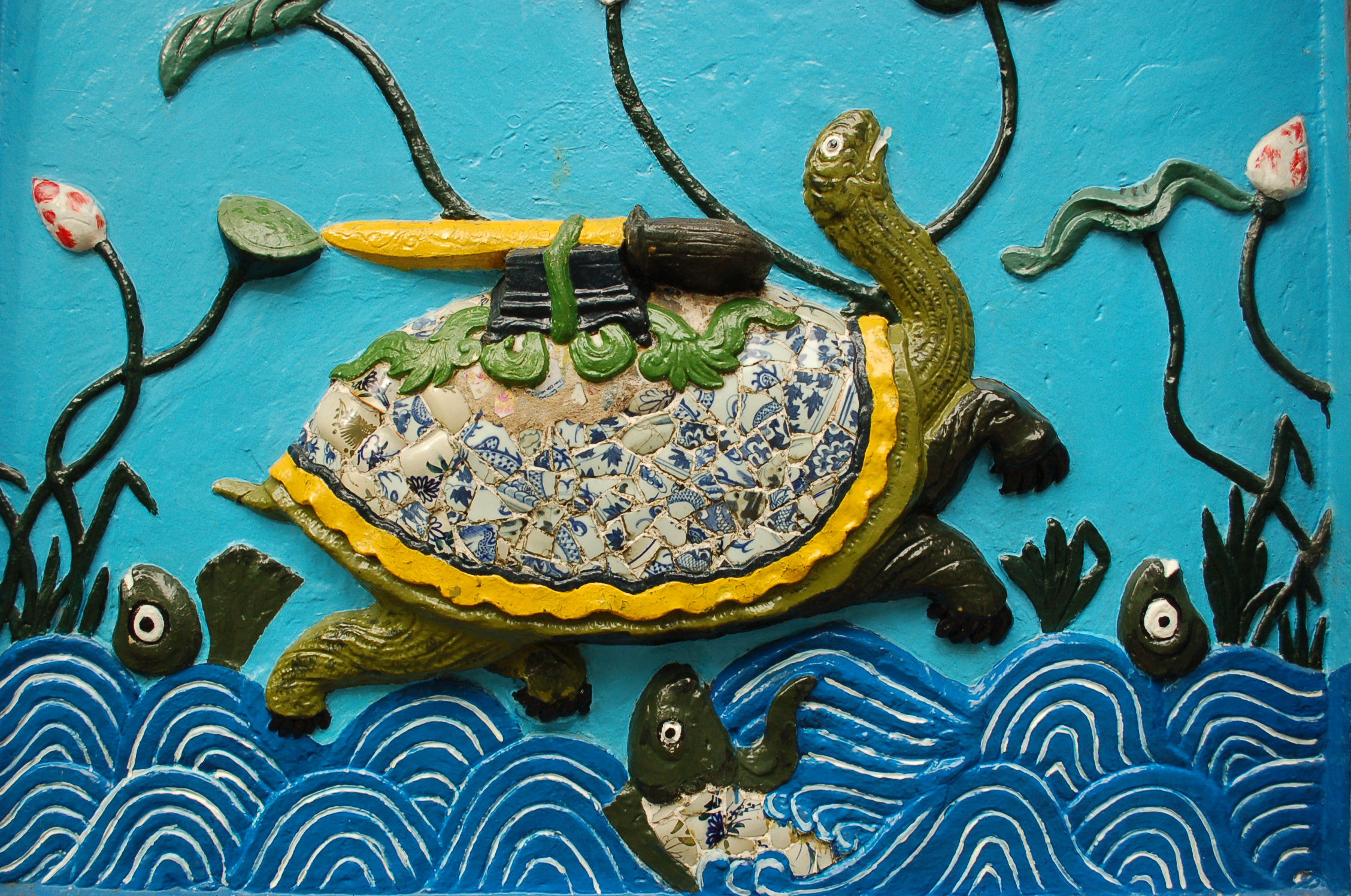
Die Goldene Schildkröte und das zurückgegebene Schwert

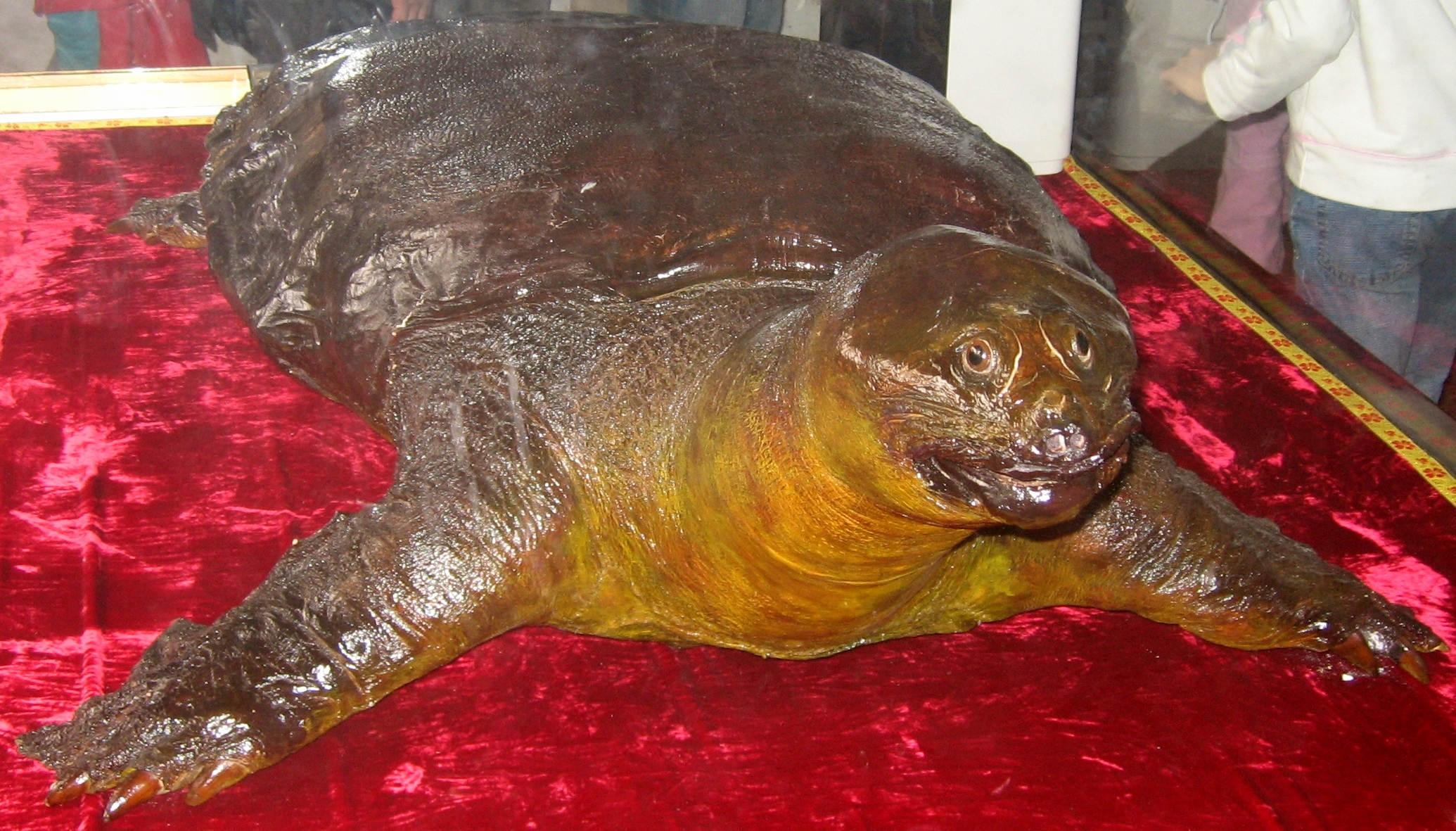
Rafetus leloii
(Präpariertes Exemplar im Jadeberg-Tempel)

Kim Quy (auch Kim Qui, chữ Hán: 金龜), bekannt als die Goldene Schildkröte (Rùa vàng), die Göttliche Schildkröte (Rùa thần) und Gesandter Thanh Giang (Thanh Giang sứ giả, 清江使者), ist eine Gestalt der vietnamesischen Mythologie. Die Gottheit in Form einer Schildkröte dient als Bote des Drachenkönigs (Long Vương) und taucht in den Legenden der vietnamesischen Geschichte mehrfach auf, um Herrschern himmlische Unterstützung bei der Bewältigung ihrer Aufgaben zu gewähren.

## An Dương Vương: Cổ Loa und die magische Armbrust
In der Sage um den König An Dương Vương (der im 3. Jahrhundert v. Chr. gelebt haben soll) erscheint die goldene Schildkröte, um den Herrscher beim Bau der Zitadelle Cổ Loa zu unterstützen. Dazu leitet sie ihn zunächst an, einen bösen Geist zu töten, der den Bau verhindert, sowie der Zitadelle einen außergewöhnlichen spiralförmigen Grundriss zu geben. Zusätzlich überlässt sie An Dương Vương eine ihrer Klauen. Der königliche Berater Cao Lỗ kann daraus eine magische Armbrust fertigen, die Unbesiegbarkeit verleiht.
Dank dieser Waffe kann An Dương Vương große militärische Erfolge erzielen und Angriffe aus dem Norden erfolgreich abwehren. Die Armbrust wird jedoch schließlich vom Ehemann seiner Tochter gestohlen, woraufhin die Zitadelle Cổ Loa vom Feind erobert wird. Auf der Flucht erscheint die goldene Schildkröte erneut und verrät die Rolle der Tochter beim Diebstahl der Armbrust, woraufhin diese von An Dương Vương auf der Stelle erschlagen wird.

## Lê Lợi: Der See des zurückgegebenen Schwertes
Der vietnamesische Nationalheld Lê Lợi, der die Ming-Chinesen aus dem Land vertrieb und von 1428 bis zu seinem Tod 1433 als erster Monarch der Lê-Dynastie regierte, hatte gemäß einer populären Sage vom Drachenkönig ein magisches Schwert namens Thuận Thiên erhalten.
Nach dem erfolgreichen Ende der Rebellion und Krönung Lê Lợis erscheint bei einem Bootsausflug auf einem See nahe Hanoi die goldene Schildkröte und fordert von ihm im Namen des Drachenkönigs das Schwert zurück. Lê Lợi erkennt, dass er das Schwert nun nicht mehr benötigt, übergibt es ihr, und die Schildkröte verschwindet mit dem Schwert in den Tiefen des Sees. Das Gewässer trägt seitdem den Namen „See des zurückgegebenen Schwertes“ (Hồ Hoàn Kiếm). Auf einer Insel im See befindet sich der Schildkrötenturm (Tháp Rùa), der allerdings erst im 19. Jahrhundert errichtet wurde.
Von Historikern wird heute gemutmaßt, dass diese Sage von Gelehrten aus Lê Lợis Umfeld geschaffen wurde, um so den Herrschaftsanspruch der neuen Lê-Dynastie mythologisch zu untermauern.
Seit der Zeit Lê Lợis sollen Riesenschildkröten im See leben. Diese Tiere galten als kryptozoologisch, bis 1967 ein totes Exemplar entdeckt wurde. Für die Art wurde später die wissenschaftliche Bezeichnung Rafetus leloii vorgeschlagen; vermutlich ist sie aber mit den Jangtse-Riesenweichschildkröten (Rafetus swinhoei) identisch. Im Januar 2016 starb das letzte bekannte Exemplar im See, genannt Cụ Rùa („Urgroßvater Schildkröte“).